# 윤석호 (1865년)
윤석호(尹錫祜, 1865년 3월 19일(음력 2월 22일) ~ ?)는 대한제국의 무관이며, 일제강점기 초기의 관료이다.

## 생애
1885년에 무과에 급제하면서 이듬해 시종원 무관이 되어 관직에 나갔다. 대한제국 중추원 의관을 잠시 지냈고, 1899년에는 육군 참위에 오르면서 군부 군무국 마정과장에 발령받았다.
친위대와 진위대 등에서 복무하였으며, 1905년에는 보병 정위가 되었다. 육군연성학교 근무를 거쳐 진위대 중대장을 맡고 있던 중, 1907년 대한제국 군대 해산으로 해임되었다.
1910년 한일 병합 조약이 체결되면서 조선총독부 소속 군수로 발탁되어, 경상북도 영덕군 군수를 지냈다. 1914년 초에 총독부가 지방 군수직에 대한 대규모 물갈이를 실시했을 때 물러나, 총독부 군수로 재직한 기간은 약 3년 반이다.
영덕군수로 재직 중이던 1912년 한국병합기념장을 수여받은 바 있다. 퇴관 당시 종7위에 서위되어 있었다.
2008년 민족문제연구소가 정리한 친일인명사전 수록예정자 명단 중 관료 부문에 포함되었다.

## 참고자료
- 윤석호(尹錫祜) - 국사편찬위원회